# Why Can't This Be Love
"Why Can't This Be Love" é o primeiro single do álbum 5150, lançado pela banda de hard rock Van Halen, em 1986.
A canção chegou a posição de número 3 na Billboard Hot 100, e ajudou o álbum 5150 a conseguir o primeiro lugar na Billboard 200, sendo o primeiro álbum da banda a conseguir a primeira posição nessa parada musical.

## Faixas
7" Single
| N.º | Título                   | Duração |  |
| 1.  | "Why Can't This Be Love" | 3:45    |  |
| 2.  | "Get Up"                 | 4:35    |  |

12" Single
| N.º | Título                                      | Duração |  |
| 1.  | "Why Can't This Be Love" (Extended Version) | 5:00    |  |
| 2.  | "Get Up"                                    | 4:35    |  |

## Posições nas paradas musicais
| País - Parada Musical (1986)                | Melhor posição |
| ------------------------------------------- | -------------- |
| Alemanha - Germany Top 100 Singles          | 8              |
| Estados Unidos - Billboard Hot 100          | 3              |
| Estados Unidos - Hot Mainstream Rock Tracks | 1              |
| Irlanda - IRMA                              | 8              |
| Nova Zelândia - RIANZ                       | 32             |
| Países Baixos - MegaCharts                  | 15             |
| Reino Unido - UK Singles Chart              | 8              |
| Suécia - Sverigetopplistan                  | 11             |